# Jonathas de Jesus
Jonathas Cristian de Jesus Mauricio (Ribeirão das Neves, Brasil, 6 de marzo de 1989), conocido simplemente como Jonathas, es un futbolista brasileño que juega como delantero en el Náutico del Campeonato Brasileño de Serie B.

## Carrera en el club

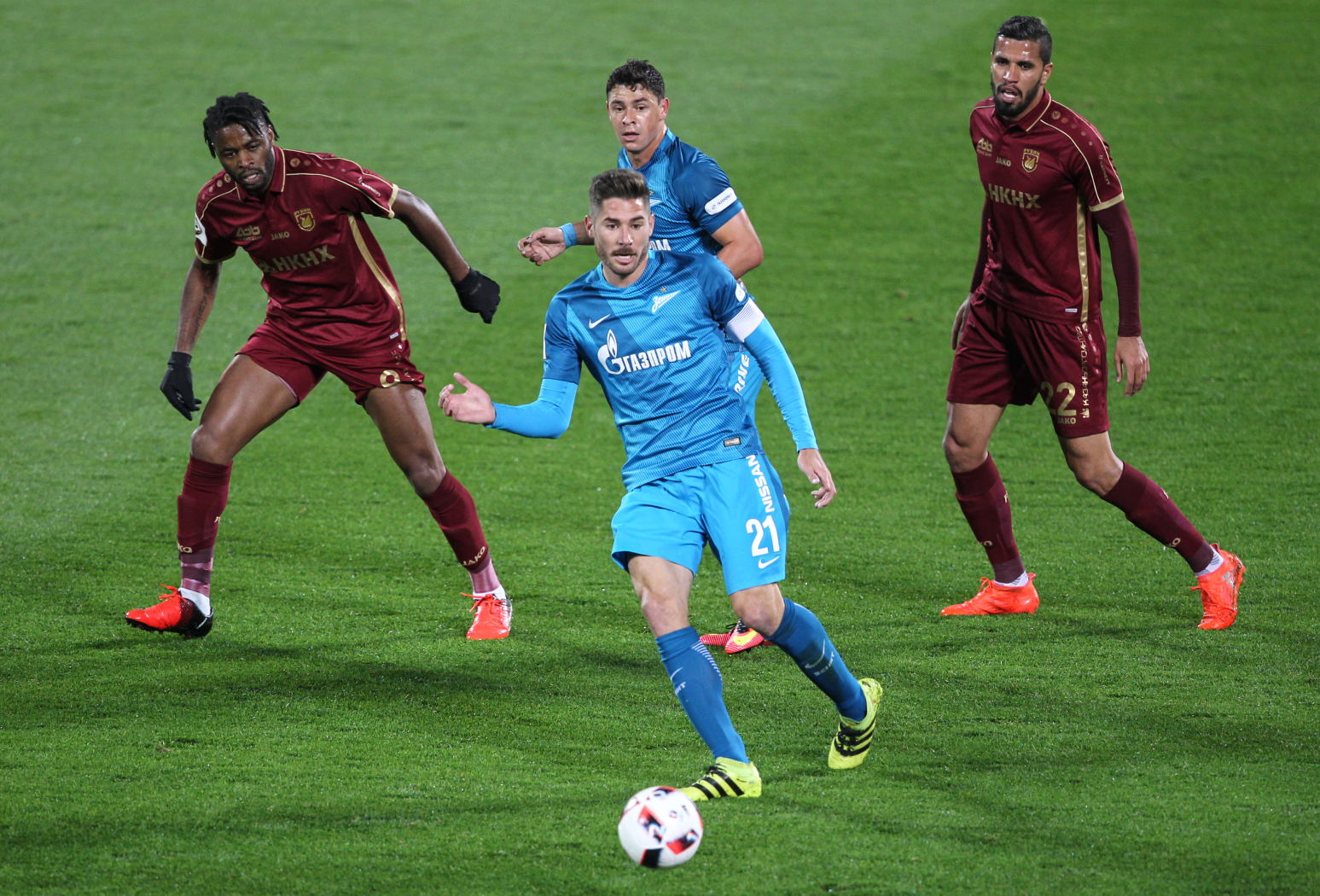
Jonathas (a la derecha) jugando contra el Zenit en septiembre de 2016

### Inicios de su carrera
Jonathas  ha jugado en las categorías inferiores y del Cruzeiro y un par de veces en la selección absoluta. También ha sido cedido al Ipatinga y Villa Nova. En octubre de 2008, firmó con el campeón holandés de la Eredivisie, el AZ Alkmaar. Cruzeiro anunció que AZ compró los derechos del 65% de los jugadores por € 600.000 y el club brasileño conservó el resto.

### AZ
Jonathas hizo su debut con AZ, el 28 de octubre de 2009, en el partido de copa contra el Spakenburg. Marcó un gol, y AZ finalmente ganó el partido con 5-2. El 21 de noviembre de 2009, Jonathas jugó su primer partido de liga para el club de Alkmaar. Fue en el partido fuera de casa contra el equipo de Limburgo, Roda JC. También anotó un gol en su debut en la liga, en un 2-4 para la victoria del AZ. En el minuto 90 de ese partido, Jonathas fue expulsado después de golpear a un oponente con el brazo.

### Brescia
El 1 de febrero de 2011, Jonathas se unió al Brescia Calcio en un contrato de medio año con cantidad no revelada, aunque se rumoreaba que era de 300.000 €. Él apareció en seis partidos durante su campaña de debut, pero el Biancoazzurri acabó descendiendo.
Jonathas anotó 16 goles en 2011-12, siendo el máximo goleador de su equipo.

### Pescara y préstamos
El 31 de julio de 2012, el recién ascendido de la Serie A Pescara anunció que habían firmado a Jonathas. Él jugó su primer partido con Pescara el 26 de agosto en la derrota 0-3 ante el Inter de Milán. Jonathas anotó su primer gol el 6 de enero del año siguiente, en la victoria por 2-0 ante la Fiorentina. 
El 31 de enero de 2013 Jonathas se trasladó a Turín en un préstamo hasta junio, para jugar en el Torino F.C. con una cláusula de rescisión. El 29 de agosto se unió a Latina en un acuerdo permanente de un año.
Después de anotar 15 goles con Latina (que se perdieron la promoción en los play-offs), Jonathas regresó a Pescara, y fue inmediatamente cedido al Elche C. F. de la Primera División de España por dos temporadas. Su primer gol con el club blanquiverde lo anotó ante el Rayo Vallecano en la victoria por 2-3, tras un potente tiro desde más de 25 metros que entró ajustado al palo. Se convirtió en el jugador más destacado del club y en una de la revelaciones de la Liga, al anotar 14 goles y dar 6 asistencias, consiguiendo la salvación con holgura con el club ilicitano.

### Real Sociedad
Jonathas fichó por la Real Sociedad, también de la Liga BBVA de España el 28 de julio de 2015 por cinco campañas a cambio de 7,2 millones de euros. Con esto el club txuriurdin compró el 50% de los derechos del jugador, lo cual le dio la oportunidad de conocer la noche donostiarra, por lo cual solo duro una temporada.
Empezó como titular y su debut se produjo en la primera jornada de la liga ante el R.C. Deportivo de La Coruña en un empate sin goles. Su primer gol llegó en la cuarta jornada en una derrota en casa 2-3 ante el R. C. D. Espanyol. Sin embargo, las lesiones y el gran momento de forma del otro delantero, Imanol Agirretxe le hicieron perder la titularidad.
Debido a una lesión de Agirretxe, comenzó el 2016 como titular, recuperando la versión dada en el Elche, y anotando un doblete en la decisiva victoria por 2-0 ante el Valencia C. F.
Finalmente acabó la liga con 27 partidos y 7 goles, siendo muy cuestionado por su sequía goleadora a final de año

### Rubin Kazan
El 29 de julio de 2016, la Real Sociedad anunció el principio de acuerdo alcanzado con el club ruso para su traspaso.

### Hannover 96
Tras su paso por Rusia, el 22 de agosto de 2017 el Hannover 96 hizo oficial su incorporación. En julio de 2018 lo cedió hasta final de año al Corinthians.

## Carrera internacional
Jonathas ha jugado en numerosos equipos nacionales de la juventud de su país natal, Brasil. Jugó en el equipo brasileño sub-19 en Sendai Cup 2008, en la que ha impresionado al anotar tres goles en el mismo número de partidos.

## Clubes

### Carrera juvenil
| Club     | País         | Periodo   |
| -------- | ------------ | --------- |
| Cruzeiro | Brasil       | 2000-2006 |
| AZ       | Países Bajos | 2008-2009 |

### Carrera profesional
| Cruzeiro · Brasil |               |               |     |    |   |   |    |   |   |    |     |      |      |
| 1ª | 2006          | 6             | 0   | 0  | 0 | 0 | 0  | 0 | 0 | 6  | 0   | 0    |      |
| Total club | Total club    | 6             | 0   | 0  | 0 | 0 | 0  | 0 | 0 | 6  | 0   | 0    |      |
| Ipatinga EC · Brasil |               |               |     |    |   |   |    |   |   |    |     |      |      |
| 2.ª | 2007          | 5             | 0   | 0  | 0 | 0 | 0  | 0 | 0 | 5  | 0   | 0    |      |
| Total club | Total club    | 5             | 0   | 0  | 0 | 0 | 0  | 0 | 0 | 5  | 0   | 0    |      |
| Villa Nova · Brasil |               |               |     |    |   |   |    |   |   |    |     |      |      |
| 2.ª | 2008          | 0             | 0   | 0  | 0 | 0 | 0  | 0 | 0 | 0  | 0   | 0    |      |
| Total club | Total club    | 0             | 0   | 0  | 0 | 0 | 0  | 0 | 0 | 6  | 0   | 0    |      |
| Cruzeiro · Brasil |               |               |     |    |   |   |    |   |   |    |     |      |      |
| 1.ª | 2008          | 2             | 0   | 0  | 0 | 0 | 0  | 0 | 0 | 2  | 0   | 0    |      |
| Total club | Total club    | 2             | 0   | 0  | 0 | 0 | 0  | 0 | 0 | 2  | 0   | 0    |      |
| AZ Alkmaar · Países Bajos |               |               |     |    |   |   |    |   |   |    |     |      |      |
| 1.ª | 2008-09       | 0             | 0   | -  | - | 0 | 0  | 0 | 0 | 0  | 0   | 0    |      |
| 1.ª | 2009-10       | 4             | 1   | -  | - | 2 | 1  | 0 | 0 | 6  | 2   | 0,33 |      |
| 1.ª | 2010-11       | 11            | 3   | -  | - | 1 | 2  | 5 | 0 | 17 | 5   | 0,29 |      |
| Total club | Total club    | 15            | 4   | -  | - | 3 | 3  | 5 | 0 | 23 | 7   | 0,30 |      |
| Brescia Calcio · Italia |               |               |     |    |   |   |    |   |   |    |     |      |      |
| 1ª | 2011          | 6             | 0   | -  | - | 0 | 0  | 0 | 0 | 6  | 0   | 0    |      |
| 2ª | 2011-12       | 33            | 16  | -  | - | 2 | 2  | 0 | 0 | 35 | 18  | 0,51 |      |
| Total club | Total club    | 39            | 16  | -  | - | 2 | 2  | 0 | 0 | 41 | 18  | 0,44 |      |
| Pescara · Italia |               |               |     |    |   |   |    |   |   |    |     |      |      |
| 1ª | 2012-13       | 12            | 1   | -  | - | 2 | 0  | 0 | 0 | 14 | 1   | 0,07 |      |
| Total club | Total club    | 12            | 1   | -  | - | 2 | 0  | 0 | 0 | 14 | 1   | 0,07 |      |
| Torino · Italia |               |               |     |    |   |   |    |   |   |    |     |      |      |
| 1.ª | 2012-13       | 11            | 2   | -  | - | 0 | 0  | 0 | 0 | 11 | 2   | 0,18 |      |
| Total club | Total club    | 11            | 2   | -  | - | 0 | 0  | 0 | 0 | 11 | 2   | 0,18 |      |
| Latina · Italia |               |               |     |    |   |   |    |   |   |    |     |      |      |
| 2.ª | 2013-14       | 37            | 15  | -  | - | 0 | 0  | 0 | 0 | 37 | 15  | 0,41 |      |
| Total club | Total club    | 37            | 15  | -  | - | 0 | 0  | 0 | 0 | 37 | 15  | 0,41 |      |
| Elche · España |               |               |     |    |   |   |    |   |   |    |     |      |      |
| 1.ª | 2014-15       | 34            | 14  | -  | - | 2 | 0  | 0 | 0 | 36 | 14  | 0,39 |      |
| Total club | Total club    | 34            | 14  | -  | - | 2 | 0  | 0 | 0 | 36 | 14  | 0,39 |      |
| Real Sociedad · España |               |               |     |    |   |   |    |   |   |    |     |      |      |
| 1.ª | 2015-16       | 27            | 7   | -  | - | 2 | 0  | 0 | 0 | 29 | 7   | 0,24 |      |
| Total club | Total club    | 27            | 7   | -  | - | 2 | 0  | 0 | 0 | 29 | 7   | 0,24 |      |
| Rubin Kazan · Rusia |               |               |     |    |   |   |    |   |   |    |     |      |      |
| 1.ª | 2016-17       | 0             | -   | -  | - | - | -  | - | - | -  | -   | -    |      |
| Total club | Total club    | -             | -   | -  | - | - | -  | - | - | -  | -   | -    |      |
| Total carrera | Total carrera | Total carrera | 188 | 59 | 0 | 0 | 11 | 5 | 5 | 0  | 204 | 64   | 0,31 |
| (1) Sin Participaciones. (2) Incluye datos de la KNVB Beker (2009-11), Copa de Italia (2012-13) y Copa del Rey (2014-16). (3) Incluye datos de la Liga Europea de la UEFA (2010-11). (4) Media de goles por encuentro. No incluye goles en partidos amistosos. |               |               |     |    |   |   |    |   |   |    |     |      |      |

Fuente: ceroacero.es